# Csepel
Csepel (ungerska: Csepel-sziget, ungerskt uttal: [ˈtʃɛpɛlsiget]) är en ö i Ungern. Ön ligger i Donau, och är bildad genom att floden delar sig i en bifurkation i södra delen av Budapest. Donau rinner åter ihop i en fåra cirka 48 kilometer nedströms. Ön är Donaus största med en yta på 257 km2. Norra delen av ön utgör Budapests 21:a distrikt, medan större delen söder därom består till största delen av jordbruksmark.
Strax norr om Budapests södra gräns delar sig bifurkationen i ytterligare en bifurkation, med resultat att den 2 kilometer långa ön Molnár-sziget bildats. Molnár-sziget är förbunden med fastlandet med en bro, och med en bilfärja med Csepel.